# يوما هيروكي
يوما هيروكي (باليابانية: 廣木 雄磨) (23 يوليو 1992 في طوكيو في اليابان – )؛ هو لاعب كرة قدم ياباني سابق كان يلعب كمدافع.

## وصلات خارجية
- يوما هيروكي على موقع الاتحاد الدولي (مؤرشف)  (الإنجليزية)
- يوما هيروكي على موقع رابطة كرة القدم اليابانية للمحترفين (اليابانية)
- يوما هيروكي على موقع قاعدة بيانات كرة القدم.إي يو (الإنجليزية)
- يوما هيروكي على موقع Soccerway.com (الإنجليزية)
- يوما هيروكي على موقع عالم كرة القدم.نت (الإنجليزية)
- يوما هيروكي على موقع كووورة